# Bradfield Combust with Stanningfield
Bradfield Combust with Stanningfield är en civil parish i distriktet West Suffolk i Suffolk i England. Orten har 578 invånare (2011).